# Cambio climático en Indonesia

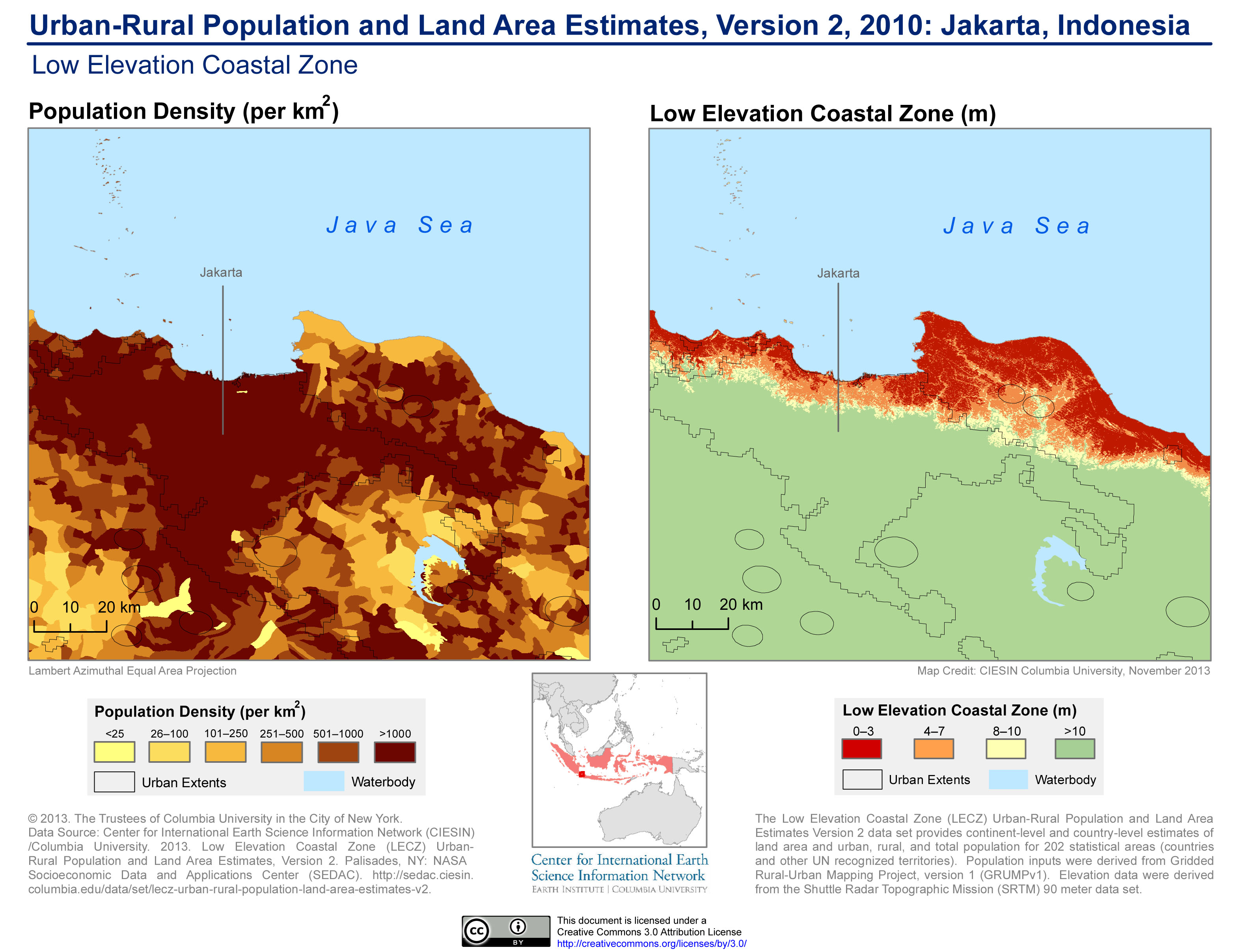
Densidad de población y altura sobre el nivel del mar en Yakarta (2010).

El cambio climático en Indonesia es de particular importancia, debido a que su enorme población costera está particularmente en riesgo de aumento del nivel del mar y porque los medios de vida de muchas personas dependen de la agricultura, la maricultura y la pesca, todo lo cual podría verse gravemente afectado por la temperatura, las precipitaciones y otros cambios climáticos. Algunos problemas ambientales en Indonesia, como la tala de manglares (es decir, en Java) Hacer espacio para las piscifactorías agrava aún más los efectos del cambio climático (es decir, el aumento del nivel del mar). En 2019, se estima que Indonesia emitió el 3,4% de las emisiones mundiales de gases de efecto invernadero: de la deforestación, incendios de turberas y combustibles fósiles.

## Emisiones de gases de efecto invernadero

Indonesia en comparación con otros grandes emisores

Las emisiones para 2019 se estiman en un 3,4% del total mundial. El carbón en Indonesia es un gran emisor. A partir de 2021, más de 30 centrales eléctricas de carbón están previstas o en construcción. A partir de 2021, Indonesia es el quinto emisor acumulativo más pesado con más de 100 Gt.

## Impactos en el medio ambiente natural

### Cambios de temperatura y clima
Se espera que el cambio climático global aumente las temperaturas en Indonesia en 0,8 °C para 2030.
|                                                                                       |
| Mapa de clasificación climática de Köppen actual/pasado para Indonesia para 1980-2016 |

|                                                                                  |
| Mapa de clasificación climática de Köppen previsto para Indonesia para 2071–2100 |

### Subida en el nivel del mar
En 2019,  la mitad de la capital del país, Yakarta, estaba ubicada debajo del nivel del mar, y algunos vecindarios se hundieron "tan rápido como 9 pulgadas por año". Se prevé que las emisiones continuas de carbono a la tasa de 2019, en combinación con la extracción de agua subterránea sin licencia, sumergirán el 95% del norte de Yakarta en 2050.

## Impactos en las personas

### Impactos económicos

#### Agricultura
Se prevé que los cambios en los patrones de lluvia tengan un impacto adverso en la agricultura de Indonesia, debido a temporadas de lluvias más cortas. Indonesia experimentó pérdidas de cosechas e impactos adversos en la pesca como resultado del cambio climático ya en 2007.

#### Pesquería
Para 2020, el cambio climático había impactado a los pescadores de Indonesia.

## Mitigación y adaptación

### Enfoques de mitigación
Se espera que el carbón proporcione la mayor parte de la energía de Indonesia hasta 2025. Indonesia es uno de los mayores productores y exportadores de carbón del mundo. Para mantener sus compromisos con el Acuerdo de París, Indonesia debe dejar de construir nuevas plantas de carbón y dejar de quemar carbón para 2048.
El primer parque eólico de Indonesia se inauguró en 2018, el parque eólico Sidrap de 75 MW en la regencia de Sindereg Rapping, en el sur de Sulawesi. Indonesia anunció que era poco probable que cumpliera con el objetivo del 23% de energía renovable para 2025 establecido en el Acuerdo de París.
En 2020, "Indonesia comenzará a integrar las recomendaciones de su nueva Iniciativa de Desarrollo Bajo en Carbono en su plan de desarrollo nacional 2020-2024". La protección y restauración de los manglares desempeñarán un papel importante en el cumplimiento del objetivo de reducir las emisiones de gases de efecto invernadero en más del 43 por ciento para 2030.

### Políticas y legislación
En febrero de 2020, se anunció que la Asamblea Consultiva Popular está preparando su primer proyecto de ley de energía renovable.
También en febrero de 2020, los cambios propuestos a la desregulación ambiental han suscitado nuevas preocupaciones y podrían "permitir que las plantaciones y minas ilegales encubran sus operaciones".
- Inundaciones en Yakarta
- Clima en Indonesia
- Medio ambiente de Indonesia
- Problemas ambientales en Indonesia
- Energía en Indonesia
- Efectos regionales del calentamiento global